# Stadio comunale Riva IV
Lo stadio comunale Riva IV è un impianto polisportivo sito nella città svizzera di Chiasso, in Canton Ticino. 
Ospita le partite casalinghe del Football Club Chiasso, principale formazione calcistica locale.

## Dati storici e generali
Lo stadio sorge nel quartiere Soldini, il più popoloso della città, a poca distanza dallo scalo ferroviario merci di Chiasso. Fu inaugurato il 31 agosto 1969 con la disputa di una partita amichevole tra la squadra locale e il Grenchen, terminata 2-0.
Dal 25 febbraio 2014 (a seguito di una delibera del locale consiglio comunale che ha accettato all'unanimità una mozione del consigliere Paolo Cremonesi) lo stadio è intitolato alla memoria di Ferdinando Riva detto Riva IV, giocatore simbolo del Chiasso e della Nazionale svizzera.
Dispone di un terreno di gioco in erba naturale misurante 105 x 68 m, circondato da una pista di atletica leggera a sei corsie (otto sul lato occidentale). Gli spalti consistono in una tribuna (ovest) coperta, due curve (nord e sud) e una gradinata scoperta (est); la capacità complessiva è di 11 160 spettatori, ridotti per ragioni di sicurezza a soli 4000 (di cui 1160 a sedere).

### Lavori di ristrutturazione
Nel corso dei decenni lo stadio ha mantenuto la propria fisionomia originaria: in virtù di ciò, agli inizi del terzo millennio la struttura ha palesato una crescente obsolescenza e non rispondenza ai regolamenti della Associazione Svizzera di Football per gli impianti di prima e seconda serie nazionale.
Al termine della stagione 2006-2007 la dirigenza del FC Chiasso annunciò l'intenzione di costruire un nuovo stadio con soli posti a sedere, dichiarando di avere a disposizione finanziamenti erogati da gruppi stranieri. I risultati conseguiti in quel tempo dal club rossoblù (dapprima retrocesso nel terzo livello del calcio svizzero e poi risalito nel secondo, ma senza particolari ambizioni) fecero tuttavia arenare il progetto.
Nel 2015 si scelse invece di procedere a una meno onerosa opera di ristrutturazione delle strutture esistenti: per un importo di circa 4 milioni di franchi si è provveduto a ricavare un nuovo settore ospiti (nella curva sud), una buvette secondaria sul rettilineo est e ad erigere un nuovo manufatto a sinistra della tribuna principale, dove hanno trovano posto la buvette principale e i locali tecnici dell’impianto.
Una seconda fase della ristrutturazione ha riguardato l'impianto di illuminazione, la cui inadeguatezza alle direttive federali era finanche costata al Chiasso la mancata concessione, in prima istanza, della licenza di seconda divisione. I gruppi luminosi sono stati pertanto completamente sostituiti nell'estate 2018.
Durante la stagione 2018-2019 si è infine proceduto a sostituire il vecchio tabellone segnapunti con un maxischermo a LED: il Riva IV è pertanto divenuto il primo campo da calcio del Canton Ticino ad usufruire di un simile ausilio tecnologico.

## Galleria d'immagini

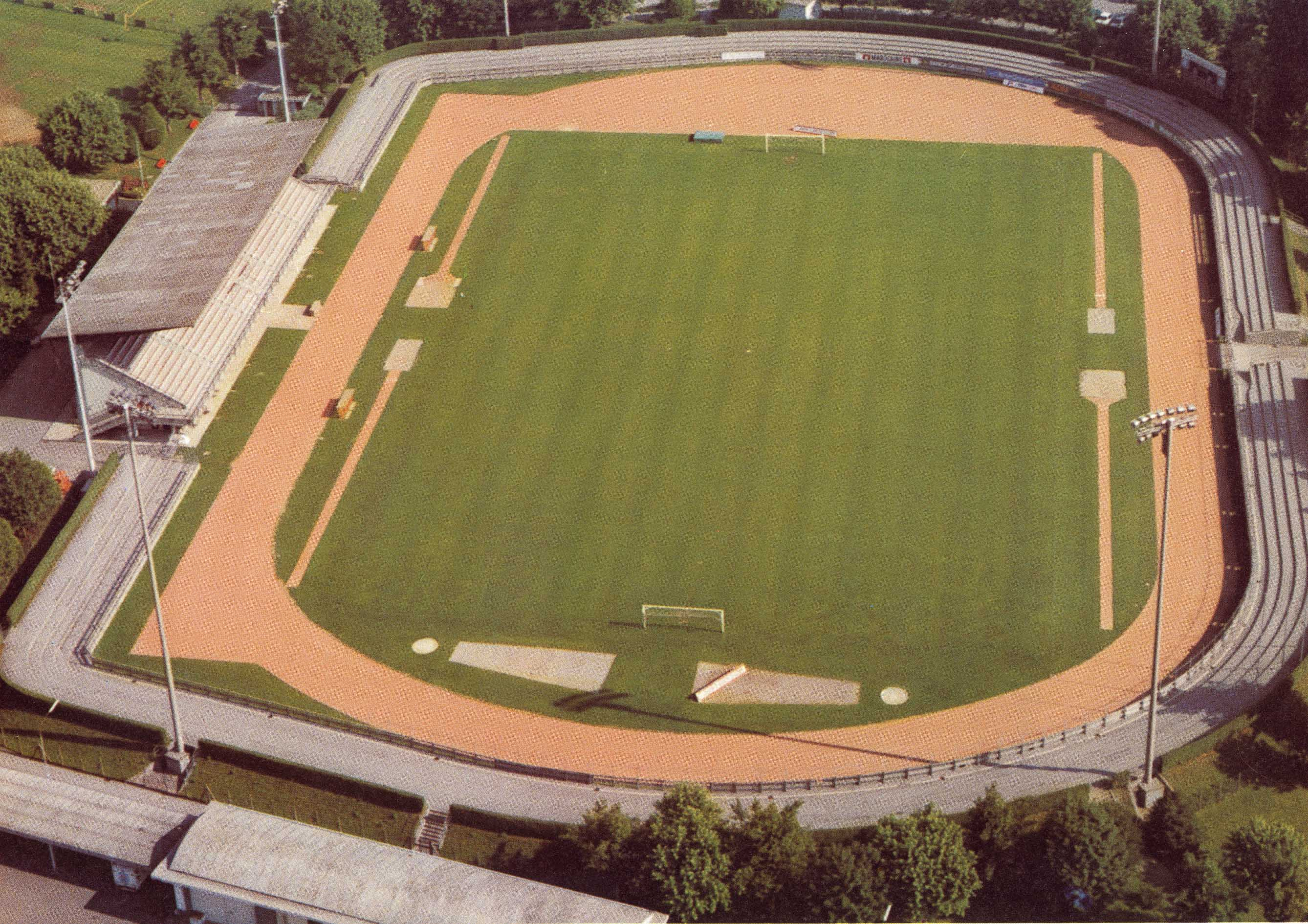
Panoramica sullo stadio nel 1985
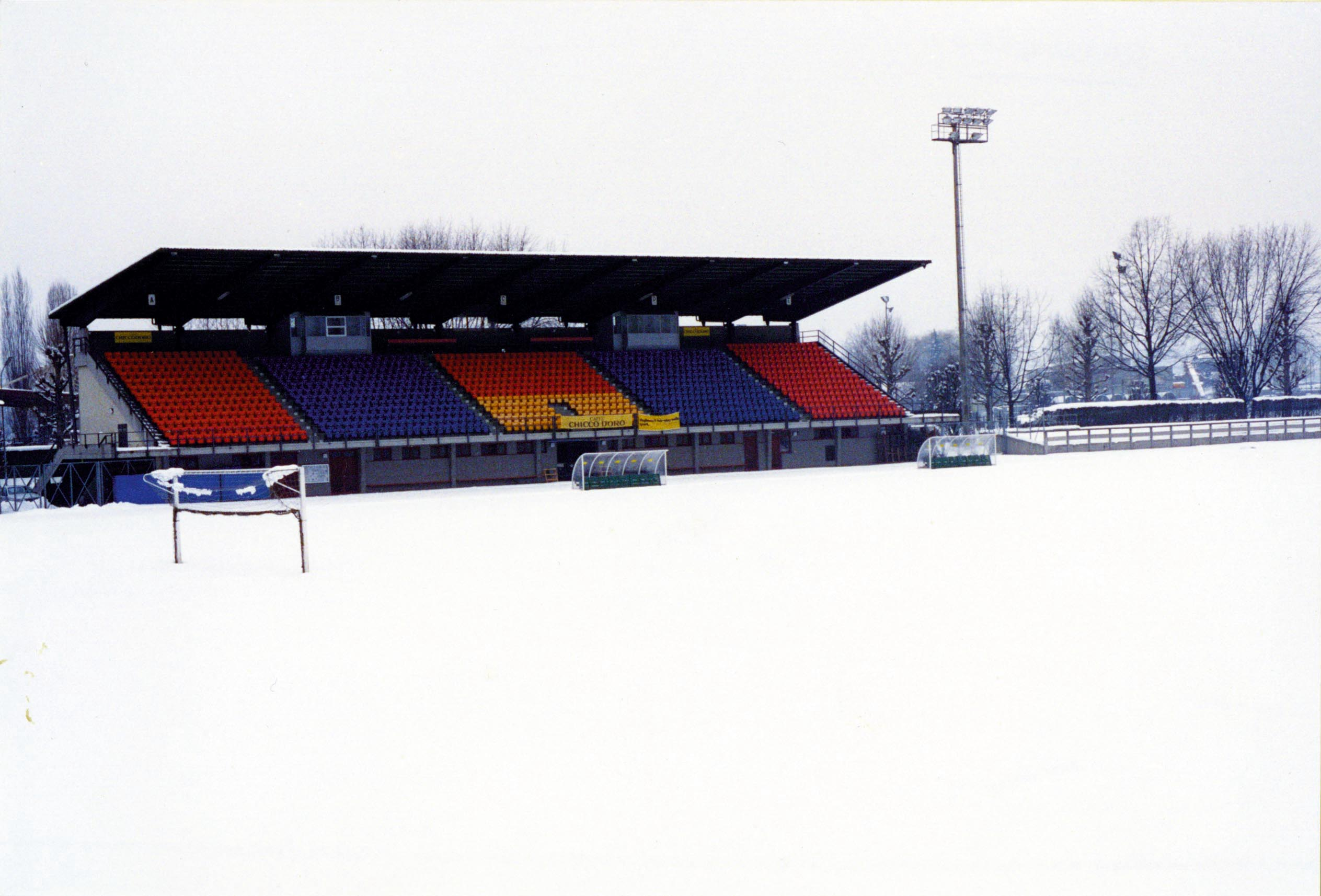
Vista verso la tribuna dello stadio nel 1997, dopo un'abbondante nevicata